# Rosey Effiong
Rosey Effiong (8 de mayo de 2001) es una deportista estadounidense que compite en atletismo, especialista en las carreras de velocidad.
Ganó una medalla de oro en el Campeonato Mundial de Atletismo de 2023 y una medalla de oro en el Campeonato Mundial de Atletismo en Pista Cubierta de 2025.
Estudió el grado de Biología en la Universidad de Arkansas.

## Palmarés internacional
| Campeonato Mundial                   | Campeonato Mundial | Campeonato Mundial | Campeonato Mundial |
| Año                                  | Lugar              | Medalla            | Prueba             |
| ------------------------------------ | ------------------ | ------------------ | ------------------ |
| 2023                                 | Budapest (Hungría) | Medalla de oro     | 4 × 400 m mixto    |
| Campeonato Mundial en Pista Cubierta |                    |                    |                    |
| Año                                  | Lugar              | Medalla            | Prueba             |
| 2025                                 | Nankín (China)     | Medalla de oro     | 4 × 400 m          |